# Dečno selo
Dečno selo je naselje u Općini Brežice u istočnoj Sloveniji. Dečno selo se nalazi u pokrajini Štajerskoj i statističkoj regiji Donjoposavskoj. 

## Stanovništvo
Prema popisu stanovništva iz 2002. godine Dečno selo je imalo 320 stanovnika.

### Etnički sastav
1991. godina:
- Slovenci: 287 (97,6%)
- Hrvati: 2
- nepoznato: 5 (1,7%)

## Vanjske poveznice
- Satelitska snimka naselja  Arhivirana inačica izvorne stranice od 29. srpnja 2017. (Wayback Machine)